# Euphyes
Euphyes är ett släkte av fjärilar. Euphyes ingår i familjen tjockhuvuden.

## Bildgalleri

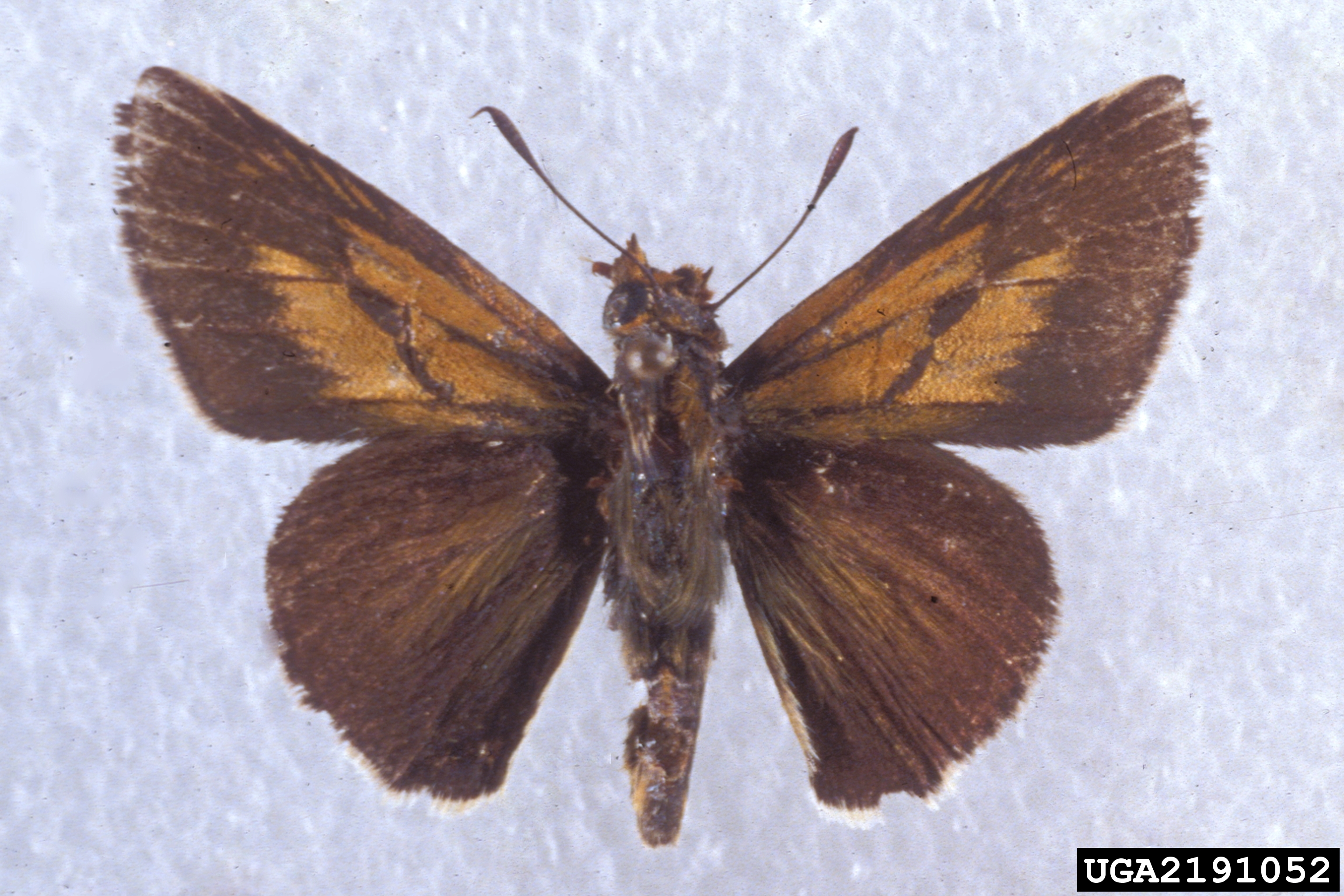
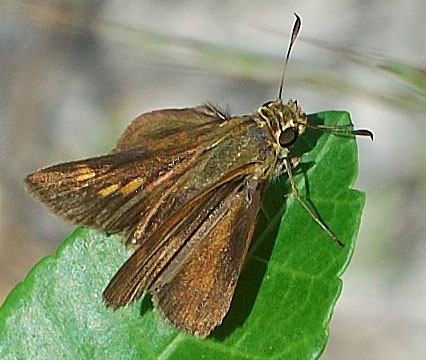
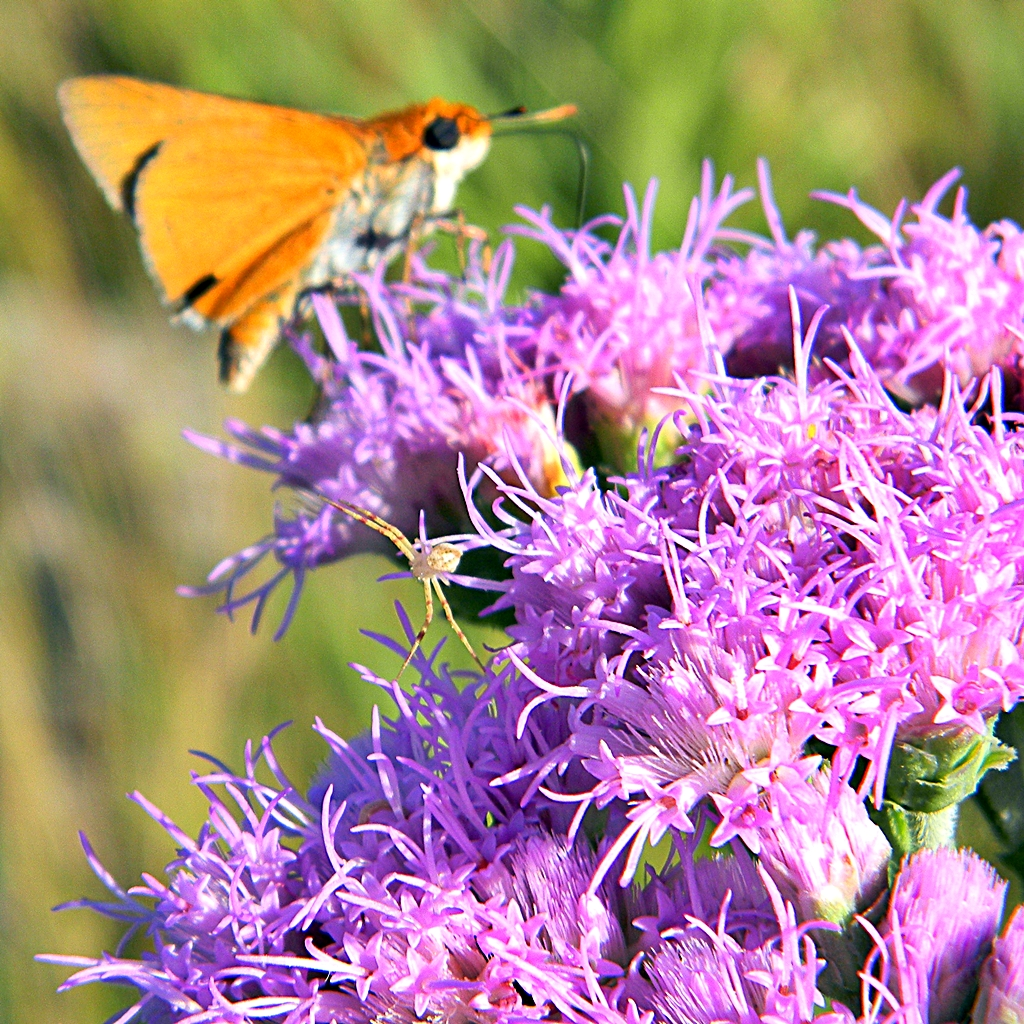
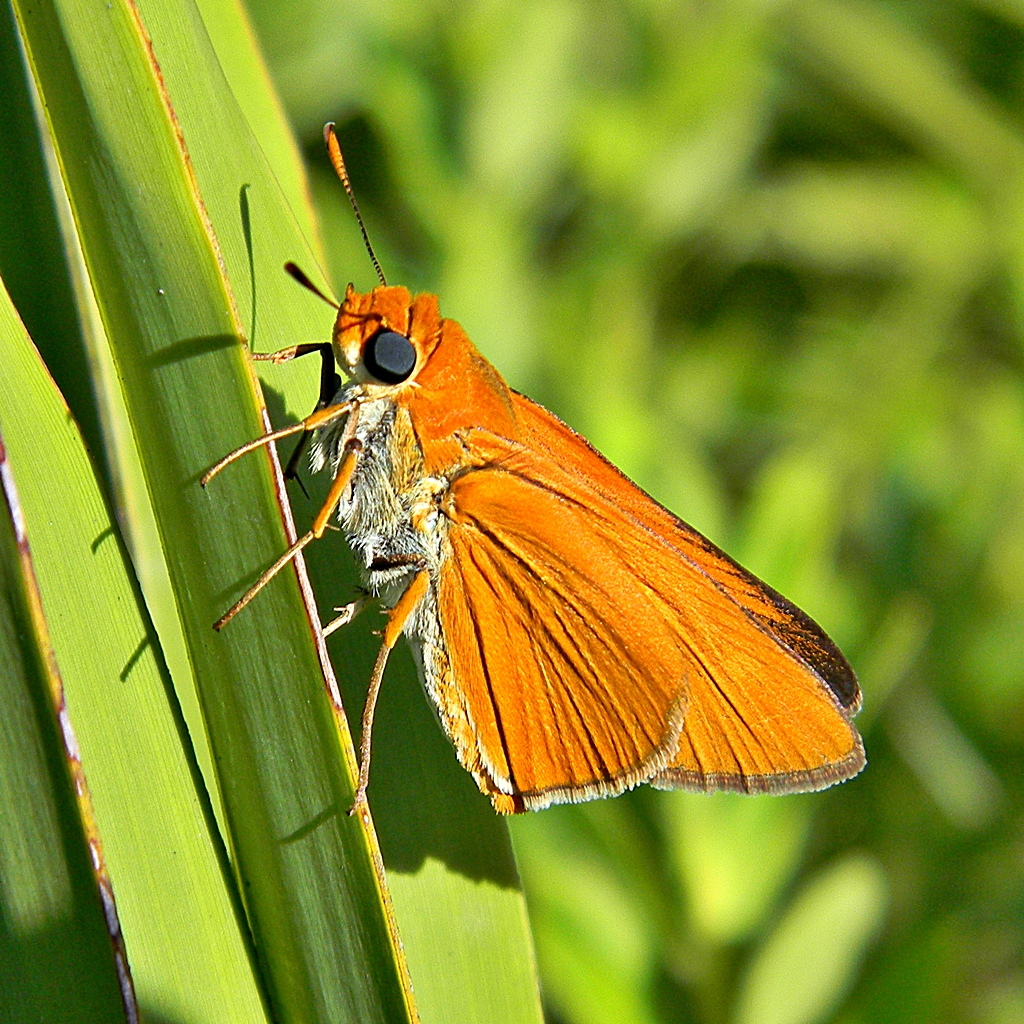
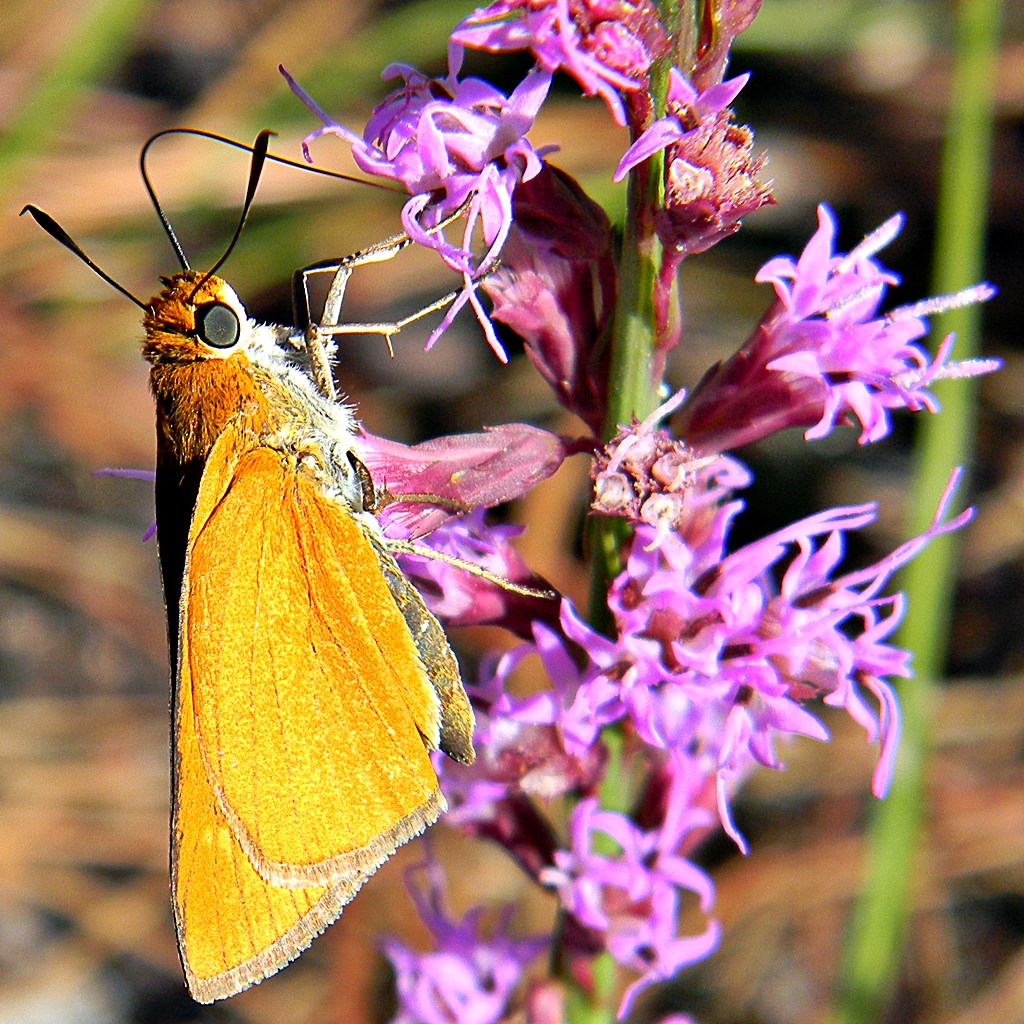
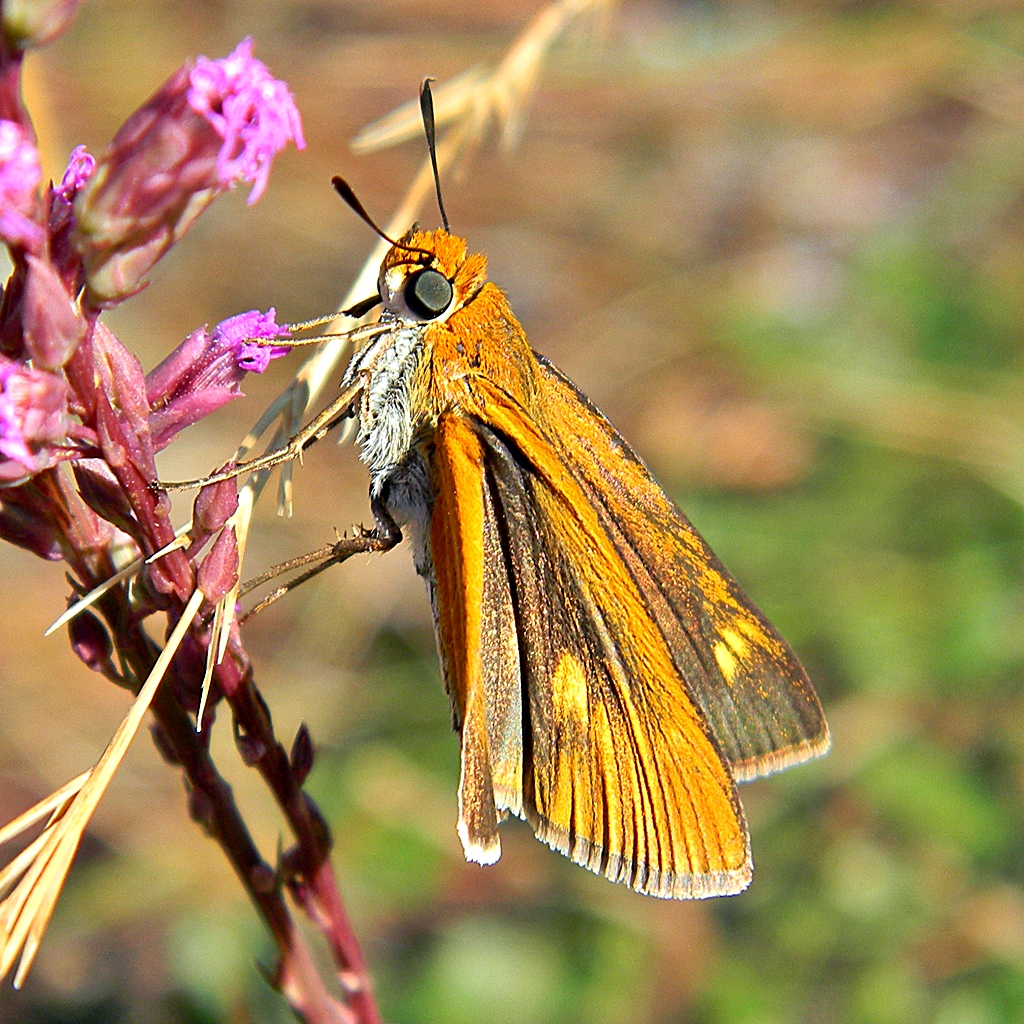

## Dottertaxa tillEuphyes, i alfabetisk ordning[1]
- Euphyes acanootus
- Euphyes agra
- Euphyes alabamae
- Euphyes amatala
- Euphyes ampa
- Euphyes antra
- Euphyes arpa
- Euphyes aurinia
- Euphyes berryi
- Euphyes bimacula
- Euphyes bryna
- Euphyes buchholzi
- Euphyes californica
- Euphyes catioides
- Euphyes chamuli
- Euphyes cherra
- Euphyes conspicua
- Euphyes contradicta
- Euphyes cornelius
- Euphyes derasa
- Euphyes dion
- Euphyes donahuei
- Euphyes dukesi
- Euphyes floridensis
- Euphyes gagatina
- Euphyes godmani
- Euphyes hemeterius
- Euphyes holomelas
- Euphyes illinois
- Euphyes immaculatus
- Euphyes insolata
- Euphyes kayei
- Euphyes kiowah
- Euphyes leptosema
- Euphyes mapirica
- Euphyes metacomet
- Euphyes orono
- Euphyes osceola
- Euphyes osyka
- Euphyes palatka
- Euphyes pandora
- Euphyes peneia
- Euphyes pilatka
- Euphyes pontiac
- Euphyes rurea
- Euphyes singularis
- Euphyes sirene
- Euphyes subferrigineus
- Euphyes tristis
- Euphyes tuba
- Euphyes vestris